# Schismatogobius ampluvinculus
Schismatogobius ampluvinculus és una espècie de peix de la família dels gòbids i de l'ordre dels perciformes.

## Morfologia
- Els mascles poden assolir 2,7 cm de longitud total.[4]

## Hàbitat
És un peix d'aigua dolça, de clima temperat i demersal.

## Distribució geogràfica
Es troba al Japó i Taiwan.

## Observacions
És inofensiu per als humans.